# Gaumata

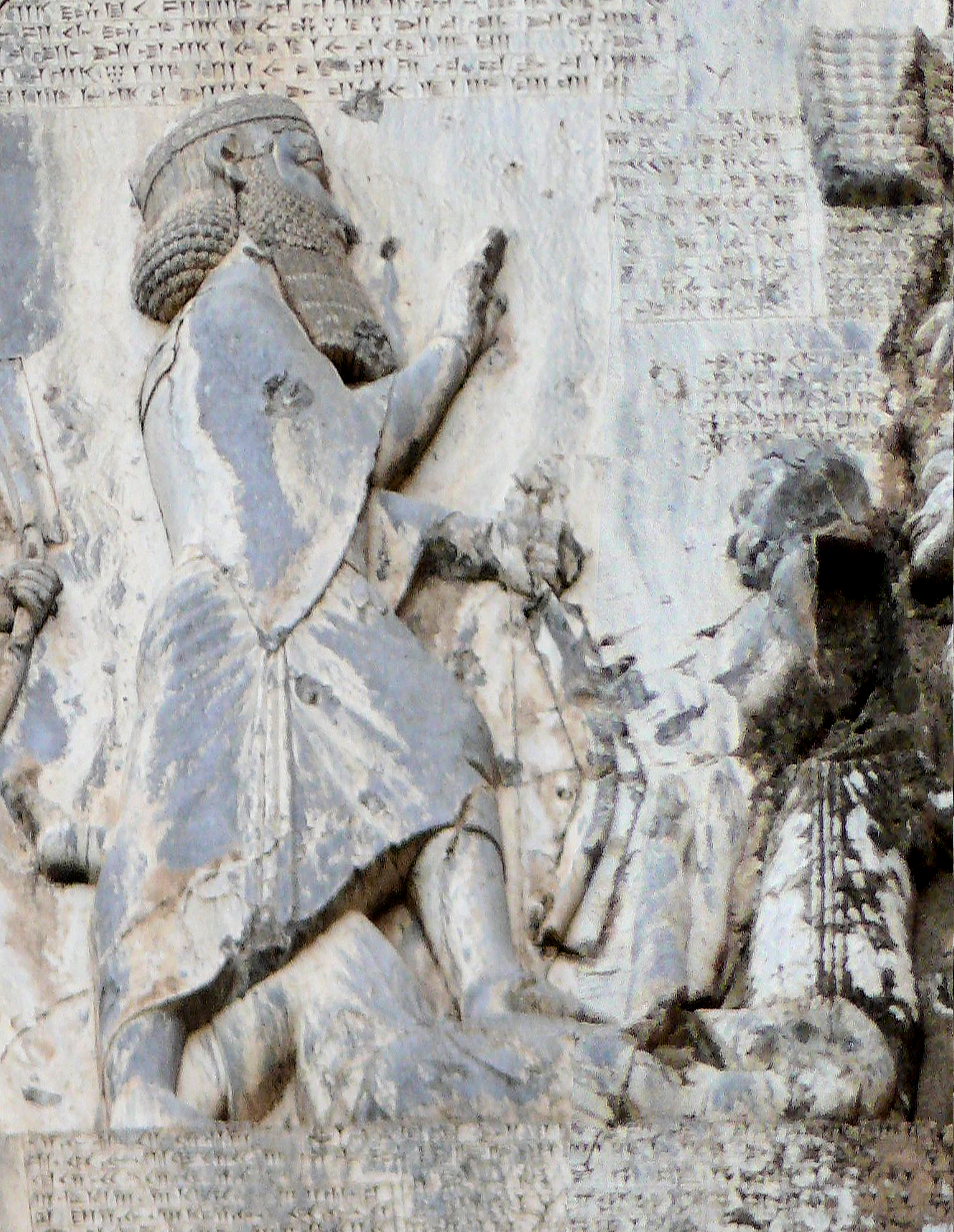
Dareios I. und Gaumata am Boden liegend, Relief der Behistun-Inschrift

Gaumata (bei Justin auch Cometes, „Langhaariger“) war angeblich ein medisches Oberhaupt der Priesterschaft und „Magier“ (Priester) in Iran. Er soll für den Herrscher Kambyses II. als politischer Funktionär in der Persis gewirkt haben.

## Leben
Nach dem Tod Kyros’ II. wurde dessen ältester Sohn Kambyses II. Herrscher. Um Thronstreitigkeiten und Aufstände zu vermeiden, war es nicht unüblich, Konkurrenten beim Amtsantritt auszuschalten; Kambyses ließ daher offenbar heimlich vor dem Ägyptenfeldzug seinen Bruder und möglichen Thronanwärter Bardiya (auch als Smerdis bekannt) ermorden.
Diesen Umstand nutzte der Oberpriester Gaumata während des Ägyptenfeldzuges im Jahr 522 v. Chr. aus, um sich als Bardiya, als „falscher Smerdis“, auszugeben. Herodot (3,30) berichtet von einer durch Zauberei verstärkten Ähnlichkeit der beiden. So habe Gaumata alle, auch Bardiyas vermeintliche Witwe, täuschen können. Von den Nachrichten aus der Heimat überrascht, ordnete Kambyses den Rückmarsch an, starb im Juli 522 v. Chr. jedoch an einer selbst verschuldeten Beinverletzung.
Herodot berichtet darüber (Historien III. 64):
Als er geweint und über sein ganzes Unglück geklagt hatte, da springt er auf sein Pferd, in der Absicht, schnellstens nach Susa gegen den Mager zu ziehen. Doch als er hinaufspringt, fällt ihm der Knauf von dem Schwertgriff ab, und das blanke Schwert dringt ihm in den Schenkel.
Mit dem Tode des Kambyses war die direkte Linie des Königshauses (die Teispiden) ausgestorben. Gaumata ließ sich offenbar am 1. Juli 522 v. Chr. zum Großkönig krönen. Dareios I., entfernter Verwandter und „Lanzenträger“ des Kambyses, beschloss nach der Rückkehr aus Ägypten, selbst Herrscher zu werden. Wohl am 29. September 522 v. Chr. tötete Dareios I. Gaumata bei Pasargadae. Herodot erwähnt noch sechs adlige Mitverschwörer: Otanes, Intaphrenes, Gobryas, Megabyzos, Ardumaniš und Hydarnes. Auch nach dem Tod Gaumatas war die Macht des Dareios I. aber nicht gefestigt. Insgesamt 19 Schlachten musste er schlagen und neun aufständische „Lügenkönige“ besiegen, um am 28. Dezember 521 v. Chr. endgültig Herrscher über das ganze persische Reich zu werden. Diese Version der Vorfälle ließ Dareios I. im Felsen von Behistun in den drei Sprachen Altperisch, Neubabylonisch und Elamisch festhalten und der Nachwelt überliefern.
Das „Fest des Magiertotschlags“ sollen einige Iraner noch heute am 29. September feiern.
In der modernen Forschung ist umstritten, ob Gaumata tatsächlich existierte. Möglicherweise rebellierte Dareios I. in Wahrheit gegen den wirklichen Bardiya, der sich dann seinerseits gegen Kambyses erhoben hätte. Die Person des Gaumata könnte lediglich eine Erfindung von Dareios I. gewesen sein, die ihm als Rechtfertigung für seine Ergreifung des Throns diente. Dies wäre eine mögliche Erklärung für den enormen Widerstand, auf den Dareios nach der Tötung von Gaumata/Bardiya traf. Andere Argumente sprechen hingegen für die Glaubwürdigkeit von Dareios’ Überlieferung. Der Historiker Richard Nelson Frye merkte an, dass die Quellenlage zu dünn ist, als dass es möglich wäre, sich mit Sicherheit für eine der beiden Interpretation entscheiden zu können.